# Germania, Mexiko
Germania är en ort i Mexiko.   Den ligger i kommunen Tuzantán och delstaten Chiapas, i den sydöstra delen av landet, 900 km sydost om huvudstaden Mexico City. Germania ligger 1 226 meter över havet och antalet invånare är 159.
Terrängen runt Germania är kuperad åt sydväst, men åt nordost är den bergig. Runt Germania är det tätbefolkat, med 297 invånare per kvadratkilometer. Närmaste större samhälle är Huixtla, 14,0 km sydväst om Germania. I omgivningarna runt Germania växer i huvudsak städsegrön lövskog.